# Saint-Maurice (Nièvre)
Saint-Maurice ist eine französische Gemeinde mit 54 Einwohnern (Stand: 1. Januar 2022) im Département Nièvre in der Region Bourgogne-Franche-Comté. Die Gemeinde gehört zum Arrondissement Nevers und zum Kanton Guérigny. 

## Geografie
Saint-Maurice liegt etwa 32 Kilometer ostnordöstlich von Nevers in Zentralfrankreich. Umgeben wird Saint-Maurice von den Nachbargemeinden Crux-la-Ville im Norden und Nordwesten, Bazolles im Norden und Nordosten, Mont-et-Marré im Osten und Südosten, Montapas im Süden und Südosten sowie Saint-Saulge im Westen.

## Bevölkerungsentwicklung
| Jahr                       | 1962 | 1968 | 1975 | 1982 | 1990 | 1999 | 2006 | 2013 |
| Einwohner                  | 109  | 104  | 103  | 77   | 52   | 53   | 59   | 54   |
| Quellen: Cassini und INSEE |      |      |      |      |      |      |      |      |

## Sehenswürdigkeiten
- Kirche aus dem 12. Jahrhundert, Monument historique

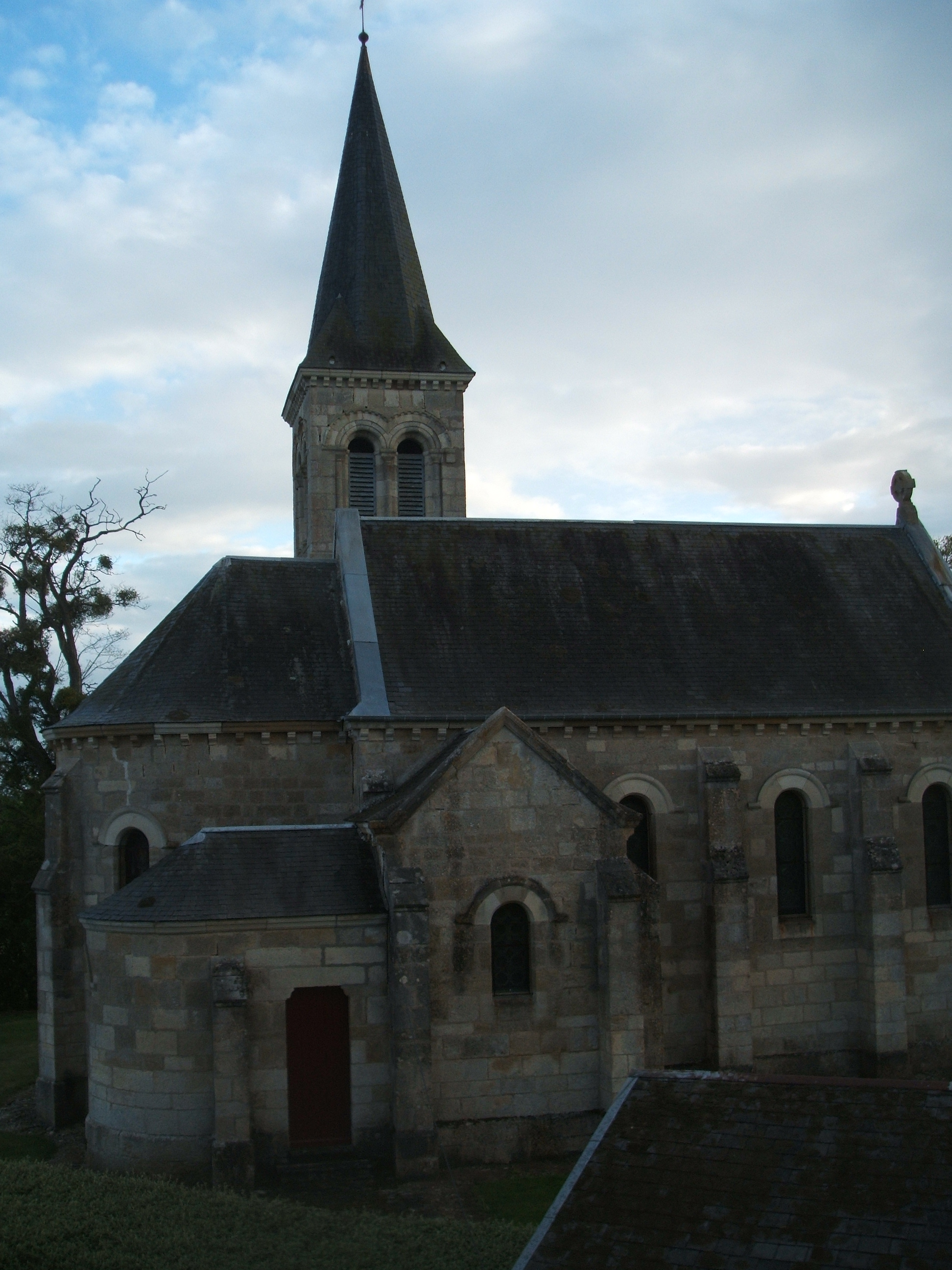
Kirche